# Falsistrellus petersi
Falsistrellus petersi är en fladdermusart som först beskrevs av A. Meyer 1899.  Falsistrellus petersi ingår i släktet Falsistrellus och familjen läderlappar. Inga underarter finns listade i Catalogue of Life.

## Utseende
Arten når en absolut kroppslängd av 88 till 95 mm, inklusive en 32 till 39 mm lång svans samt en vikt av 6 till 9 g. Den har 38 till 40 mm långa underarmar, 8 till 9 mm långa bakfötter och 14 till 16 mm stora öron. Den långa och lite ulliga pälsen på ovansidan har en mörk chokladbrun grundfärg med flera hår som har ljusa spetsar. Undersidan är ljusare brun. Djurets huvud är kortare än öronen. I örat finns en kort och bred hudflik (tragus). Nosen och öronen är nästan nakna och de har liksom flygmembranen en svartaktig färg.

## Utbredning och ekologi
Denna fladdermus förekommer med flera från varandra skilda populationer på Filippinerna, Borneo, Sulawesi och Moluckerna. Nästan inget är känt om levnadssättet. En flock upptäcktes vilande under taket av en byggnad i skogen. På Filippinerna hittas Falsistrellus petersi i bergstrakter mellan 1200 och 2130 meter över havet.

## Hot
Det är inget känt om populationens storlek och möjliga hot. IUCN listar arten med kunskapsbrist (DD).